# هومبرتو إيفالدي
كان هومبرتو إيفالدي (بالإسبانية: Humberto Ivaldi)‏ (24 ديسمبر 1909 – 10 مارس 1947) رسامًا بنميًا ومدير المدرسة الوطنية للرسم في مدينة بنما من عام 1939 حتى وفاته في عام 1947.